# 萩原員光
萩原員光（蘒原 員光）（はぎわら かずみつ）は、江戸時代後期の公家。官位は兵部卿。明治期は華族（子爵）。

## 経歴
文政4年（1821年）左馬頭・萩原員維の子として誕生。
嘉永4年（1851年）兵部卿となる。慶応3年（1867年）兵部卿を止む。維新後の明治8年（1875年）京都市の豊国神社宮司となる。
明治17年（1884年）、子爵。

## 系譜
- 父：萩原員維 - 正二位左馬頭
- 母：不詳
  - 姉：萩原静子 - 橋本実麗正室
  - 四女：幾久 - 清水谷公正正室
- 妻：不詳
- 生母不明の子女
  - 長男：日野西光善 - 日野西延栄の養子
  - 男子：萩原員種(1850年生) - 1902年に襲爵[1]。その後、庶子の萩原員振 (1902年生)、その長男・萩原兼武が襲爵。員種の娘(員振の姉)の助子（1893年生）は今村武志の妻となった[2]。
  - 男子：萩原員信
  - 男子：萩原員拾
  - 女子：昭子（1873年生） - 三室戸敬光の正室
  - 女子：爲子(1860年生) - 河鰭公篤の妻[2]